# Institut d'Estudis Polítics de París
L'Institut d'Estudis Polítics de París (conegut com a Sciences Po Paris o simplement Sciences Po) és un establiment públic francès d'ensenyament superior fundat el 1872. El seu campus principal es troba a la ciutat de París, però compta amb diversos campus dits "regionals" en altres ciutats del país.
Especialitzat en l'ensenyament de les ciències socials, és un dels deu instituts d'estudis polítics de França, i forma part per tant del sistema de les grans escoles. Tot i ser una institució pública, és considerat una escola "lliure" pel seu alt grau d'autonomia comparat amb altres universitats del país. La seva governança, però, es troba actualment en crisi a causa de l'escàndol conegut com "afer Duhamel".
Sciences Po és conegut pel seu paper educant les elits de França, incloent-hi els darrers Presidents de la República, per la seva formació multidisciplinària en ciències socials i pel seu alt grau d'internacionalització, inusual en una universitat francesa. En els darrers anys s'ha anat fent un lloc en els rànquings internacionals d'universitats i a data de 2021 es troba a la segona posició mundial de la classificació de QS en l'àrea d'estudis polítics.

## Història
Sciences Po va ser creat l'any 1872 en resposta a la desfeta francesa a la Guerra francoprussiana un any abans, amb l'objectiu de formar una classe política moderna per a un país que acabava de ser derrotat. Tot i que va ser fundat com a institució privada, la qual cosa li proporcionava una llibertat pedagògica inusual en el seu context, després de la Segona Guerra Mundial va ser parcialment nacionalitzat. Des d'aleshores, Sciences Po ha estat dirigit en base a una "governança dual" entre la Fundació Nacional de Ciències Polítiques (FNSP), que pren les decisions estratègiques, financeres i administratives, i l'Institut d'Estudis Polítics (IEP), que s'encarrega de la docència, recerca i gestió bibliotecària.
Històricament associat a les elits franceses, des de principis del segle XXI Sciences Po ha desenvolupat diverses estratègies per tal d'obrir-se més al món. En primer lloc, es va posar en marxa un programa d'igualtat d'oportunitats i diversitat destinat a integrar més estudiants de contextos menys privilegiats. A més, es van obrir campus a altres ciutats de França, cadascun especialitzat en una regió diferent del món i alguns oferint l'ensenyament totalment o parcial en altres llengües. Per acabar, Sciences Po ha establert programes de doble grau i/o doble màster amb altres universitats reconegudes globalment com ara la Universitat de Colúmbia, la Universitat de California a Berkeley, la London School of Economics and Political Science, la Universitat de la Colúmbia Britànica o la Universitat Lliure de Berlín.
L'any 2021, la institució va patir una profunda crisi en el si de la seva governança, quan un llibre súper-vendes anomenat La Familia Grande va posar sobre la taula un escàndol d'abusos sexuals i incest en el qual Olivier Duhamel, president de la FNSP, estava involucrat. Tant Duhamel com el director de Sciences Po, Frédéric Mion, van dimitir mentre la institució rebia fortes crítiques per la seva direcció. En especial, el llegat de Mion i l'americanització de l'escola duta a terme durant el seu mandat han estat discutides per part de la premsa francesa. Actualment la directora de Sciences Po (en funcions) és Benedicte Durand.

## Campus

### París
L'Institut d'Estudis Polítics de París va ser fundat a la capital francesa i hi té allà el seu campus més gran, el qual és l'únic on s'ofereixen màsters i doctorats. El campus de París consta de diversos edificis al barri de Saint-Germain-des-Prés, al 7è districte, entre els quals destaquen la Biblioteca René-Remond i el Jardí de 27 Rue Saint-Guillaume. A més, el 2016 Sciences Po va adquirir l'antic noviciat Hôtel de l'Artillerie, un edifici històric del barri, per tal d'afegir 14.000 m² al campus. S'espera inaugurar-lo entre 2021 i 2022.
A diferència dels campus més nous, el de París no ofereix cap especialització geogràfica. En canvi, però, sí que proposa alguns dobles graus no disponibles a campus regionals: amb la Universitat de París 1 Panteó-Sorbona, amb La Sorbona i la nova Universitat de París.

### Campus regionals
A més del de París, Sciences Po manté una xarxa de campus per tota França, que no ha de ser confosa amb instituts d'estudis polítics d'altres ciutats. Aquests campus de Sciences Po depenen de París, n'harmonitzen el currículum troncal en ciències socials i els seus alumnes reben diplomes de l'Institut d'Estudis Polítics de París. Addicionalment i a diferència del campus de la capital, cadascun proposa alguna especialització geogràfica concreta.
Els campus regionals es poden dividir en dos grups. Els tres primers en ser oberts destaquen per tenir el francès com a llengua vehicular en la majoria dels casos, amb algunes assignatures en altres llengües. Així doncs, participen en pocs dobles graus internacionals i són força petits.
- Campus de Nancy, inaugurat l'any 2000. La seva concentració geogràfica és europea, amb un èmfasi en les relacions franco-alemanyes i algunes classes impartides en anglès i alemany. El poden escollir estudiants dels dobles graus amb UCL[28] i la Universitat Lliure de Berlín. Més de la meitat dels seus 300 estudiants provenen de fora de França.[29]
- Campus de Poitiers, obert el 2001. És el campus especialitzat en l'Amèrica Llatina i s'hi poden estudiar castellà i portuguès. Participa en el doble grau amb UCL.[28] Hi ha uns 200 estudiants, més de la meitat dels quals no són francesos.[30]
- Campus de Dijon, establert l'any 2001. És un altre campus especialitzat en Europa, però amb un èmfasi en l'Europa Central i de l'Est. Forma part del doble grau amb UCL.[28] S'hi ensenyen idiomes de la regió, inclosos l'hongarès, el rus, el txec, el romanès i el polonès. Té només 160 estudiants aproximadament, però prop del 50% són estrangers, sobretot de les regions estudiades.[31]

Els tres últims campus regionals en ser oberts destaquen per oferir programes sencers tant en francès com en anglès, cosa que ha permès a alumnes no francòfons estudiar-hi. Per aquesta raó, són els únics campus que participen en els dobles graus amb les universitats anglòfones de Colúmbia, Sydney, Hong Kong, UC Berkeley, la Universitat Nacional de Singapur i la Universitat de la Colúmbia Britànica.
- Campus de Menton, que data del 2005. Enfocat en la regió Mediterrània-Orient Mitjà, proposa classes d'àrab (estàndard i dialectal), italià, persa i hebreu. Participa en el doble grau amb UCL.[28] Dels més de 300 estudiants en aquest campus, vora un 70% són de fora de França.[35]
- Campus de Le Havre, obert l'any 2007. Se centra en la regió Àsia-Pacífic i s'hi ensenyen xinès, coreà i japonès. A més, és l'únic campus que té un doble grau amb la Universitat de Keio, al Japó.[36] Més del 65% dels seus prop de 300 estudiants són estrangers.[37]
- Campus de Reims, obert el 2011. És l'únic campus que ofereix dues especialitzacions geogràfiques: d'una banda hi ha el programa Euro-Nord-Americà, ensenyat en anglès; d'altra banda, hi ha la concentració regional africana, en francès. Els estudiants del programa anglòfon poden aprendre llengües com el castellà, l'àrab, l'italià o l'alemany; els del programa francòfon estudien alguna llengua relacionada amb l'Àfrica com el suahili, l'àrab o el portuguès. Amb 1600 estudiants, més de la meitat dels quals són estrangers,[38] el de Reims és el campus regional més gran.

Cada any al maig, un cop acabats els exàmens finals, els set campus competeixen en diverses disciplines esportives i artístiques en un torneig anomenat Collégiades o "MiniCrit".

## Perfil acadèmic

### Pregrau: el Col·legi Universitari

#### Estudis
Tots els alumnes de l'Institut d'Estudis Polítics de París optant a un títol de Bachelor of Arts, amb indiferència d'en quin campus estudiïn, comparteixen un currículum troncal durant el primer any, el qual té l'objectiu de familiaritzar-los amb les principals disciplines de les ciències socials. Així, les assignatures centrals de primer any són:
- Economia
- Història
- Dret
- Ciències Polítiques
- Sociologia
- Humanitats

A més del currículum troncal, els estudiants han de fer tallers artístics i classes de matemàtiques. Addicionalment, en els campus regionals s'estudien matèries relacionades amb la concentració geogràfica, així com els idiomes de l'àrea del món en qüestió.
El segon any, els estudiants escullen una d'aquestes tres especialitzacions multidisciplinàries o "majors":
- Economia i societat: combina l'estudi de les disciplines d'economia i sociologia.[42]
- Política i govern: combina l'estudi de la ciència política i el dret.[43]
- Humanitats polítiques: estudia la intersecció de la política i les humanitats, notablement les disciplines d'història i filosofia.[44]

El tercer any s'ha de passar obligatòriament a l'estranger, ja sigui passant un any sencer en una de les 470 universitats amb qui Sciences Po té un conveni, o passant-hi només un semestre i fent algun tipus de projecte personal, si aquest és aprovat, durant el semestre següent.
En lloc de fer un any d'intercanvi, els estudiants de dobles graus fan un tercer i quart anys en la Universitat en qüestió per tal d'obtenir un títol de grau de totes dues institucions.

#### Accés
Fins a l'any 2021, hi havia tres vies d'accés al Col·legi Universitari: la internacional (per a estudiants estrangers), la d'examen (per a la majoria d'estudiants nacionals) i la del programa d'igualtat d'oportunitats. A partir de 2021, el nou procediment d'admissió serà igual per a tots els candidats i es basarà en l'expedient acadèmic, les notes dels exàmens finals de batxillerat (o equivalent segons el sistema educatiu), tres assajos i, si s'escau, una entrevista. Aquest tipus d'admissió per dossier i sense examen s'apropa més al model nord-americà d'accés a la universitat, i tot i haver-se fet amb l'objectiu d'augmentar els alumnes amb beca i diversificar el cos d'estudiants, ha rebut crítiques per allunyar-se del model francès i republicà d'exàmens anònims.
El Col·legi Universitari és altament selectiu i l'any 2020 només va acceptar un 20% dels candidats que hi van sol·licitar admissió.

### Escoles de postgrau
L'Institut d'Estudis Polítics de París compta amb diverses escoles de postgrau, totes elles localitzades a París. Les escoles són les següents:
- Escola de Recerca (1993[52]): atorga màsters i doctorats en les principals branques de les ciències socials. En la majoria dels casos, es demana que la recerca es faci en francès.[53]
- Escola de Periodisme (2003): ofereix un màster en periodisme, ja sigui en francès[54] o en anglès.[55]
- Escola de Dret (2009): proposa tant títols de màster com de doctorat en matèria de dret, en anglès o en francès.
- Escola d'Afers Internacionals de París (2010): escola d'estudis internacionals, ofereix màsters en diverses branques de les relacions internacionals (seguretat, energia, desenvolupament, etc). La llengua vehicular és l'anglès però hi ha optatives en francès.[56]
- Escola d'Afers Públics (2014): s'hi poden estudiar màsters en diverses àrees de polítiques públiques, ja sigui a escala nacional o europea, en anglès o en francès.[57]
- Escola Urbana (2015): ofereix màsters, majoritàriament en anglès, relacionats amb la governança de les ciutats, tot i que hi ha també algun curs sobre planificació urbana dirigit a professionals.[58]
- Escola de Direcció d'Empreses i Innovació (2016): escola de management, s'hi poden estudiar màsters de màrqueting, finances i recursos humans. Alguns estan disponibles en anglès, d'altres només en francès.[59]

## Graduats famosos
- Al-Mayassa bint Hamad bin Khalifa Al-Thani, catorzena filla del xeic Hamad bin Khalifa al-Than[60]
- Judit Carrera, promotora cultural catalana[61]
- Emmanuel Carrère, escriptor, guionista i realitzador francès[62]
- Julie Anne Genter, política estatunidenca i neozelandesa[63]
- François Hollande, president de la República Francesa[64]
- Pascal Lamy, polític francès[65]
- Alain Minc, economista, assessor polític, i alhora empresari multimilionari francès[66]
- Joan Marcet i Morera, polític i professor universitari català[cal citació]
- Dominique Strauss-Kahn, economista, advocat, i polític francès[67]
- Pierre Vimont, diplomàtic europeu de nacionalitat francesa[68]
- Emmanuel Macron, president de la República francesa[69]

## Professors famosos
- Josep Maria Colomer, economista i politòleg[70]
- Jean-Pierre Filiu, professor universitari francès, historiador i arabista[71]
- Jacques Sémelin, historiador i politòleg francès[72]